# Нівелір

Нівелір – геодезичний прилад для визначення перепадів висот між точками на земній поверхні та у відкритих і підземних гірничих виробках. Складається з штатива, зорової труби, пов’язаного з нею горизонтального рівня. Додаються також нівелірні рейки.
Нівеліри широко використовуються у геодезії, маркшейдерії, картографії, землевпорядкуванні, під час будівництва.

## Різновиди
Нівеліри поділяють:
- За способом вимірювання: 
  - прилади з горизонтальним променем візування (які у свою чергу поділяють на дві групи): 
    1. з циліндричним рівнем, до яких належать глухі, з перекладною трубою, лазерні (візирна вісь замінена або дублюється лазерним променем);
    2. з компенсатором;

  - мікронівеліри;
  - нівеліри гідромеханічні.

- За способом зчитування відліків:
  - звичайні (відлік по рейці, відлічує людина);
  - цифрові (відлік автоматизовано).

- За точністю: 
  - високоточні (для нівелювання I і II кл. та високоточних інженерних задач);
  - точні (для нівелювання III і IV кл.);
  - технічні (для пошукових та будівельних робіт).

З 1977 р. у вітчизняній практиці нівеліри з горизонтальним променем візування застосовують трьох типів під шифрами Н-05, Н-3 і Н-10. Вони обладнані компенсатором або рівнем при трубі. Крім того, Н-3 та Н-10 можуть мати лімби горизонтального круга для вимірювання горизонтальних кутів. Число в шифрі нівеліра визначає припустиму середньоквадратичну похибку нівелювання в мм на 1 км подвійного нівелірного ходу. Для нівеліра з компенсатором додається літера “К”, а за наявності лімба – літера “Л”. Таким чином, шифр Н-10 КЛ означає нівелір горизонтального променя візування, що має компенсатор і лімб горизонтального круга, і забезпечує припустиму середньоквадратичну похибку нівелювання 10 мм на 1 км подвійного ходу.